# بيير فرانسوا فيرهلست
بيير فرانسوا فيرهلست هو عالم رياضيات بلجيكي.
في عام 1838، نشر فيرهلست المعادلة التالية:
{\displaystyle {\frac {dN}{dt}}=rN\left(1-{\frac {N}{K}}\right)}